# Eucharia dallkei
Eucharia dallkei là một loài bướm đêm thuộc phân họ Arctiinae, họ Erebidae.